# Munhwa Broadcasting Corporation
Munhwa Broadcasting Corporation (en hangul, 문화방송; romanización revisada, Munhwa Bangsong Jushikhoesa) y traducido a español como Canal Cultural), más conocido por sus siglas MBC, es un grupo de radio y televisión de Corea del Sur, con presencia en todo el país. Munhwa es una palabra en coreano que significa «cultura».
Aunque nació en 1961 como la primera emisora privada de Corea del Sur, actualmente es una empresa pública junto con KBS y EBS. El 70% de las acciones de la compañía pertenecen a la Fundación para la Difusión de la Cultura, un grupo que forma parte del Ministerio de Cultura, mientras que el 30% restante son de la Fundación escolar Jeongsu.

## Historia

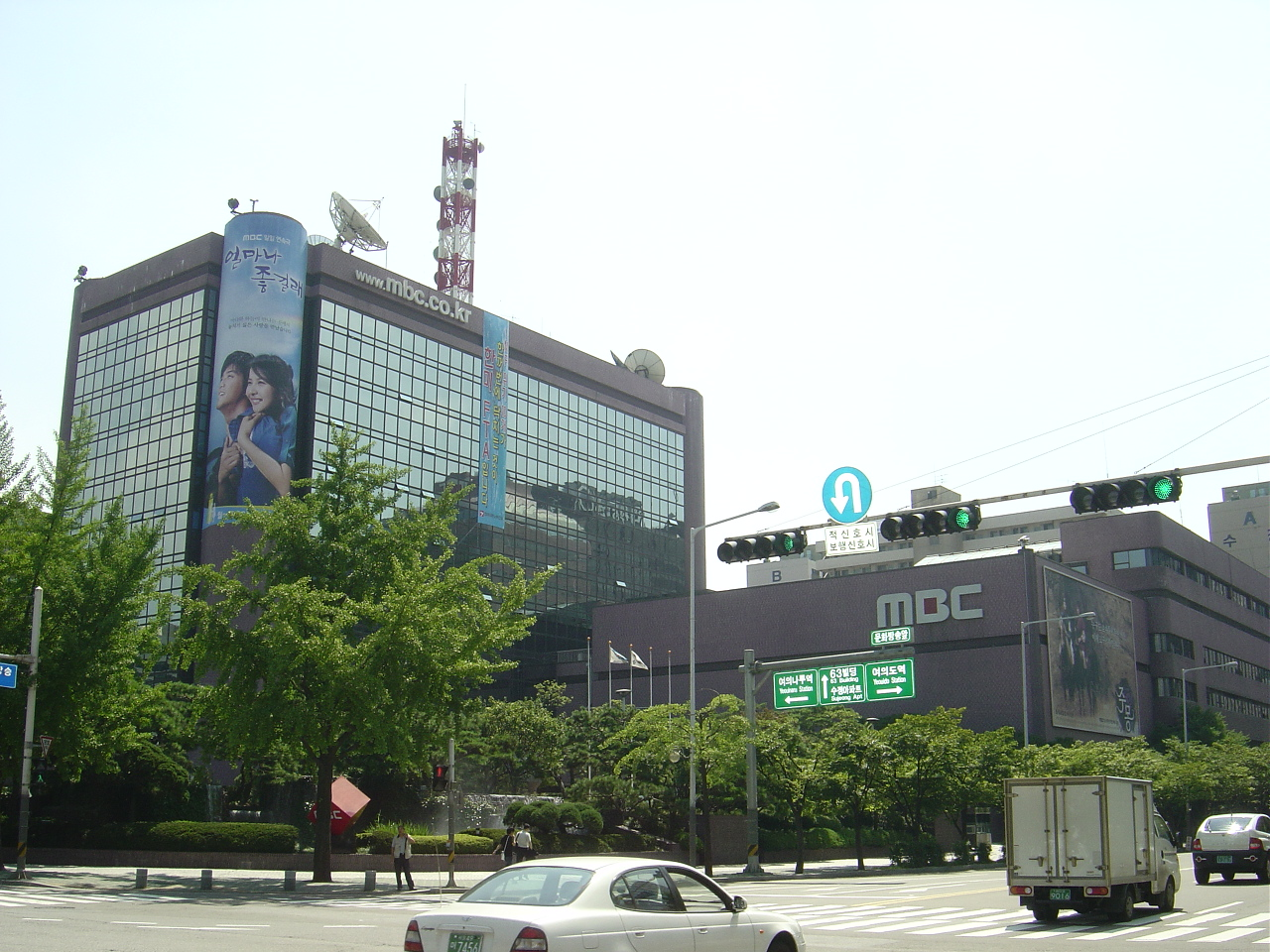
Sede central de MBC en Seúl.

Los orígenes de MBC se encuentran en Busan Munhwa Bangsong, una corporación de titularidad privada creada en 1959 para ampliar la oferta mediática en el sureste del país, donde sus habitantes podían captar las radios japonesas. La emisora de radio comenzó a emitir el 15 de abril de 1959 y se convirtió en la primera cadena surcoreana que podía financiarse con publicidad. Años después fue adquirida por Kim Ji-tae, editor del diario de Busan.
En 1961 el gobierno surcoreano permitió la entrada de cuatro estaciones privadas de radio. Ji-tae abrió una emisora en Seúl el 2 de diciembre de ese mismo año, como la primera nacional de carácter privado. Sin embargo, el dueño tuvo que ceder la propiedad en 1962 después de que el entonces presidente del país, Park Chung-hee, le acusara de corrupción. La propiedad se traspasó a la «Fundación escolar 16 de mayo». Bajo el control de ese grupo se expandió la señal de MBC gracias a emisoras afiliadas en otras ciudades. El 8 de agosto de 1969 comenzaron las emisiones del canal de televisión y en 1971 se puso en marcha la frecuencia modulada.
MBC fue estatalizada el 14 de noviembre de 1980, cuando el Gobierno de Chun Doo-hwan se hizo con el 70% de la compañía y la transfirió al ente público Korea Broadcasting System (KBS). Durante esa década inició sus emisiones de televisión en color (1981) y se encargó, junto con KBS, de la retransmisión de los Juegos Olímpicos de Seúl 1988.
Con la llegada de la democracia en 1988, MBC mantuvo la titularidad pública pero se traspasó su control a la Fundación para la Difusión de la Cultura, un órgano dependiente del Ministerio de Cultura. A su vez, se modificaron sus estatutos para que las emisoras fueran independientes del poder político. En 1996 lanzó su portal web, en la década de 2000 abrió varios servicios de cable y satélite y comenzó a emitir en alta definición.

## Canales

### Radio
La oferta de MBC en radio consta de una emisora en onda media, MBC Radio, y dos en frecuencia modulada (MBC Radio y FM4U). La primera es una cadena generalista, mientras que la segunda es una radio juvenil de música comercial enfocada a la difusión de los artistas surcoreanos.

### Televisión
El canal principal del grupo es MBC TV, MBC News Now que emite en abierto para todo el país a través de 19 emisoras regionales propias y 10 subsidiarias. Aunque MBC se presenta como una emisora de carácter cultural y tiene que cumplir una serie de condiciones de servicio público, buena parte de su programación está enfocada al entretenimiento. La cadena produce dramas coreanos que exporta a otros países a través de sus delegaciones en el extranjero, junto con documentales, programas de actualidad y deporte.
Además, posee cinco emisoras de cable y satélite que son temáticas (drama, deportes, concursos y programas de entretenimiento y E-Sports).
MBC Newsdesk y MBC Plus.